# Europa Star 2005
Pour un article plus général, voir Europa Star.
La 2de édition du programme Europa Star est un programme d'émission de pièces commémoratives ayant eu lieu en 2005 dans plusieurs États européens frappant des pièces en euro ; le thème commun était « paix et liberté ».
| Pays     | Sujet                                                    | Valeur faciale | Sortie          | Notes                                                   |
| -------- | -------------------------------------------------------- | -------------- | --------------- | ------------------------------------------------------- |
| Autriche | Hymne à la joie de Ludwig van Beethoven (Hymne européen) | 5 €            | 11 mai 2005     |                                                         |
| Belgique | Fin de la Seconde Guerre mondiale (60e anniversaire)     | 10 €           | -               |                                                         |
| Espagne  | Paix et liberté                                          | 10 €           | -               | seconde pièce en or avec valeur faciale de 200 €        |
| Finlande | Fin de la Seconde Guerre mondiale (60e anniversaire)     | 10 €           | -               |                                                         |
| France   | Fin de la Seconde Guerre mondiale (60e anniversaire)     | 1,5 €          | -               | autres pièces en or avec valeur faciale de 10 € / 100 € |
| Italie   | Paix et liberté                                          | 10 €           | 3 novembre 2005 |                                                         |
| Pays-Bas | Fin de la Seconde Guerre mondiale (60e anniversaire)     | 5 €            | -               | seconde pièce en or avec valeur faciale de 10 €         |
| Portugal | Fin de la Seconde Guerre mondiale (60e anniversaire)     | 8 €            | -               |                                                         |